# Michael Pakenham Edgeworth
Michael Pakenham Edgeworth (24 de mayo de 1812 - 30 de julio de 1881) fue un botánico irlandés.
Perteneció a la Administración colonial en India de 1831 a 1881, siendo comisario de Punjab en 1850. Recolectó flora de Adén, Ceilán y en India.

## Primeros años y relaciones familiares
Era aborigen del Condado de Longford, Irlanda, uno de los veinticuatro hijos de Richard Lovell Edgeworth, y de Frances. Tuvo una hermanastra, nacida en Honora Edgeworth, fue la novelista Maria Edgeworth. Entre sus otros hermanos estaban Honora (Hna.), Fanny (Hna.), Lucy (Hna.), Francis (Hno.). Con su mujer Christina tuvieron a Harriet.

## Algunas publicaciones
- India in the Age of Empire: The Journals of Michael Packenham Edgeworth (1812-81) from the Bodleian Library, Oxford. Edición ilustrada de Adam Matthew Publ. 24 pp. ISBN 1-85711-076-5

- On aponogeton, and the allied genera. 1844. 407 pp.

- Descriptions of Some Unpublished Species of Plants from North-Western India (R.Taylor, 1851)[3]

- Catalogue of Plants found in the Banda district, 1847-49, pp. 60.8 (Journal of the Asiatic Society of Bengal, Calcutta 1852, vol. xxi.)[4]

- Pollen. Ed. Hardwicke & Bogue. 1877. enlace en Google. Edición 1879 Edición reimpresa de Kessinger Publ. 120 pp. 2008 ISBN 0-548-84707-X

## Honores
- electo miembro de la Sociedad linneana de Londres.[5]

### Epónimos
Género

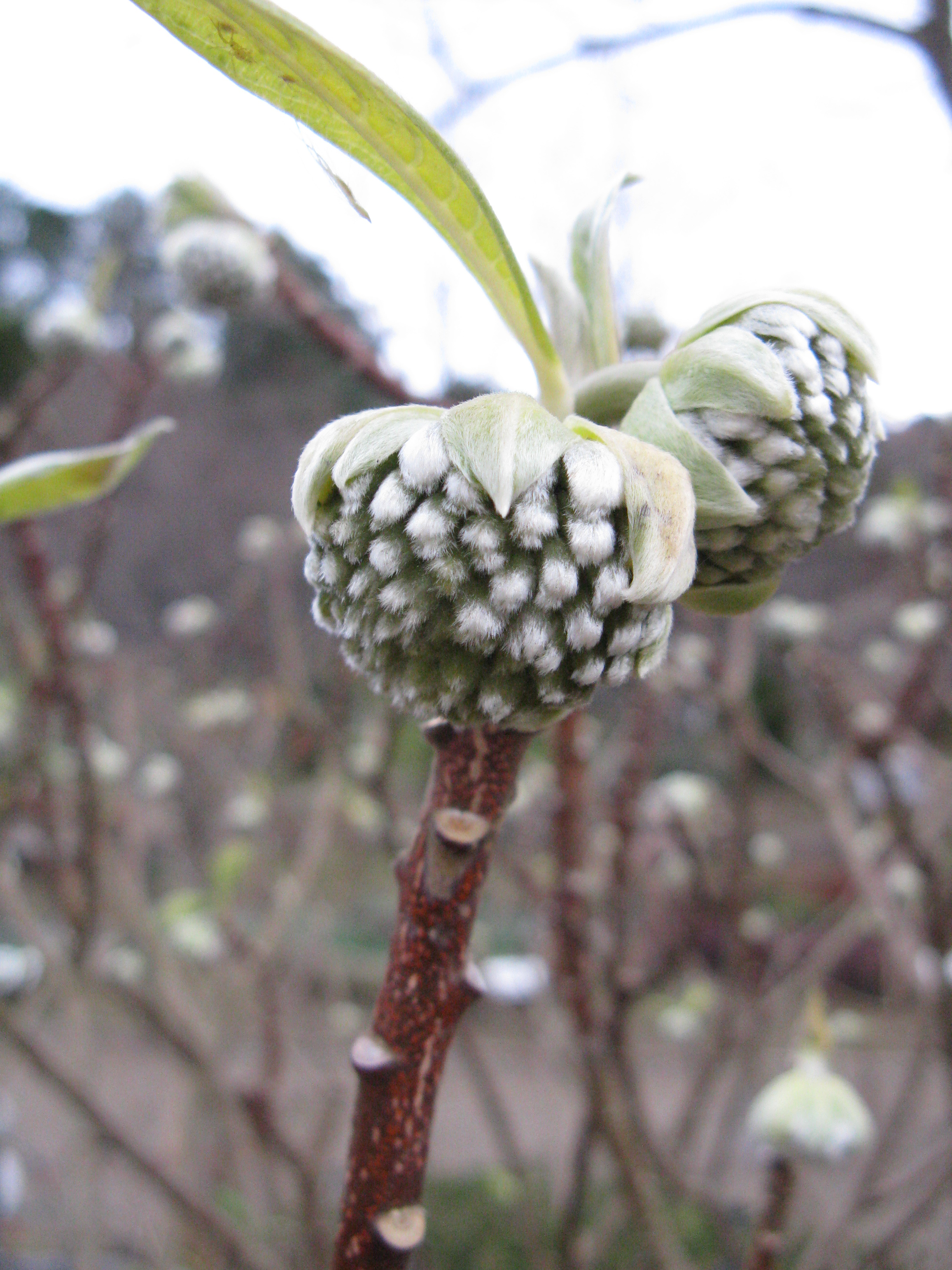
Edgeworthia chrysantha

- Edgeworthia Meisn. le fue dedicado.

- La abreviatura «Edgew.» se emplea para indicar a Michael Pakenham Edgeworth como autoridad en la descripción y clasificación científica de los vegetales.[6]